# Polyrhachis karawaiewi
Polyrhachis karawaiewi är en myrart som beskrevs av Santschi 1928. Polyrhachis karawaiewi ingår i släktet Polyrhachis och familjen myror. Inga underarter finns listade i Catalogue of Life.